# ジョロフライス
- ジョロフ・ライス[1]

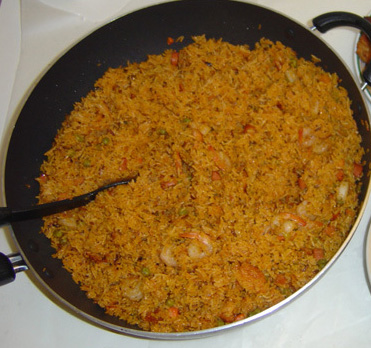
ジョロフライス

ジョロフライス（Jollof rice）は、アフリカ大陸の西岸、ギニア湾北岸の諸国で食されている料理である。
外見や作り方はピラフに似ており、名称は「ウォロフ族の飯」に由来する。その名の通りウォロフ語使用者が多く居住するセネガル、ガンビアで生まれ、さらに歴史的経緯を経てナイジェリア、ガーナ、そして北米へと伝わった。現在、アメリカで広く知られたアフリカ料理である。

## 作り方
1. 牛肉、鶏肉を食べやすい大きさに刻み、塩、胡椒、ニンニクで下味を付けた後、ココナッツオイルを熱した深鍋で炒める。玉葱のみじん切りとトマト、トマトピューレを加えてさらに炒める。
2. 鍋に水を注ぎ、ナス、キャベツ、ニンジンなどの野菜とナツメグ、ショウガ、クミン、トウガラシなどの香辛料を適宜加えて煮込む。
3. 肉や野菜が柔らかく煮えたところで別の皿に移し、鍋に残った煮汁で米を炊く。
4. 炊き上がった飯を皿に盛り付け、取り分けた具を添える[3]。

## 歴史的経緯
ジョロフライスの故郷であるギニア湾北岸には、アフリカ料理の中でも特に洗練されていると言われるセネガル料理が存在するが、それには「ベンナ・チン」（一つ鍋）というジャンルがある。肉や魚、野菜を炒めて煮込み、その煮汁で飯を炊く一種の炊き込みご飯。文字通り鍋一つですべての煮炊きが済む調理法で、「チェブジェン」（魚ご飯）、「チェブヤップ」（肉ご飯）などの料理がある。ジョロフライスは外見も調理法もチェブヤップに酷似している。
おそらく、奴隷貿易などで連れ去られたウォロフ族が北米の農場などでチェブヤップを作り、それが「ウォロフ族の飯」として英語で定着した。後にアフリカに帰還した元奴隷の子孫や自由黒人により、ナイジェリアなどにも伝えられたものと考えられる。